# Río Manzanares
Río Manzanares är ett vattendrag i Colombia.   Det ligger i departementet Magdalena, i den norra delen av landet, 700 km norr om huvudstaden Bogotá.